# Plisków
Plisków (daw. Pliszków) – wieś w Polsce położona w województwie lubelskim, w powiecie chełmskim, w gminie Leśniowice.
| SIMC    | Nazwa    | Rodzaj    |
| ------- | -------- | --------- |
| 1026071 | Majdanek | część wsi |
| 1026237 | Zagroda  | część wsi |

W latach 1975–1998 miejscowość administracyjnie należała do województwa chełmskiego.
Wieś jest sołectwem w gminie Leśniowice. Według Narodowego Spisu Powszechnego z roku 2011 wieś liczyła 166 mieszkańców i była dziesiątą co do liczby ludności miejscowością gminy.
Wierni Kościoła rzymskokatolickiego należą do parafii św. Jana Chrzciciela w Rakołupach.